# Aphaenogaster hunanensis
Aphaenogaster hunanensis é uma espécie de inseto do gênero Aphaenogaster, pertencente à família Formicidae.